# Danioninae
 (mars 2021).
La mise en forme du texte ne suit pas les recommandations de Wikipédia : il faut le « wikifier ».
Les points d'amélioration suivants sont les cas les plus fréquents :
- Les titres sont pré-formatés par le logiciel. Ils ne sont ni en capitales, ni en gras.
- Le texte ne doit pas être écrit en capitales (les noms de famille non plus), ni en gras, ni en italique, ni en « petit »…
- Le gras n'est utilisé que pour surligner le titre de l'article dans l'introduction, une seule fois.
- L'italique est rarement utilisé : mots en langue étrangère, titres d'œuvres, noms de bateaux, etc.
- Les citations ne sont pas en italique mais en corps de texte normal. Elles sont entourées par des guillemets français : « et ».
- Les listes à puces sont à éviter, des paragraphes rédigés étant largement préférés. Les tableaux sont à réserver à la présentation de données structurées (résultats, etc.).
- Les appels de note de bas de page (petits chiffres en exposant, introduits par l'outil «  Source ») sont à placer entre la fin de phrase et le point final[comme ça].
- Les liens internes (vers d'autres articles de Wikipédia) sont à choisir avec parcimonie. Créez des liens vers des articles approfondissant le sujet. Les termes génériques sans rapport avec le sujet sont à éviter, ainsi que les répétitions de liens vers un même terme.
- Les liens externes sont à placer uniquement dans une section « Liens externes », à la fin de l'article. Ces liens sont à choisir avec parcimonie suivant les règles définies. Si un lien sert de source à l'article, son insertion dans le texte est à faire par les notes de bas de page.
- La présentation des références doit suivre les conventions bibliographiques. Il est recommandé d'utiliser les modèles {{Ouvrage}}, {{Chapitre}}, {{Article}}, {{Lien web}} et/ou {{Bibliographie}}. Le mode d'édition visuel peut mettre en forme automatiquement les références.
- Insérer une infobox (cadre d'informations à droite) n'est pas obligatoire pour parachever la mise en page.

Pour une aide détaillée, merci de consulter Aide:Wikification.
Si vous pensez que ces points ont été résolus, vous pouvez retirer ce bandeau et améliorer la mise en forme d'un autre article.
Sous-famille
Les Danioninae (Danioninés) sont une sous-famille de petits poissons de la famille des Cyprinidés. Les membres de ce groupe appartiennent majoritairement aux genres Danio, Devario et Rasbora. Ils sont principalement originaires des eaux douces de l'Asie du Sud et du Sud-Est, avec moins d'espèces en Afrique. De nombreuses espèces sont de couleurs vives et servent de poissons d'aquarium dans le monde entier. Les espèces de Danio portent des rayures horizontales, des rangées de taches ou des barres verticales et ont souvent de longs barbillons. Les espèces de Devario ont tendance à avoir des barres verticales ou horizontales et des barbillons rudimentaires courts, si des barbillons sont présents. Tous les Danioninés dispersent leurs œufs et se reproduisent pendant la saison des pluies à l'état sauvage. Ce sont des carnivores se nourrissant d'insectes et de petits crustacés.

## Taxonomie
Le regroupement des poissons désormais considérés comme des Danioninés a fait l'objet de recherches et de spéculations constantes tout au long du XXe siècle. Presque tous les poissons classés dans les genres Danio et Devario ont été initialement placés dans le genre Danio lors de leur découverte. Cependant, dans la première partie du XXe siècle, George S. Myers les a divisés en trois genres, Danio, Brachydanio et Daniops . La seule espèce au sein de Myers ' Daniops, D. myersi, a depuis longtemps été considérée comme un synonyme de Devario laoensis, mais son genre Brachydanio a duré beaucoup plus longtemps, car il comprenait la plupart des poissons maintenant classés comme Danio, alors que Danio comprenait la plupart des poissons maintenant classés comme Devario.
Cependant, Danio dangila (en) et Danio feegradei (en), qui avaient tous deux la plupart des caractéristiques du Brachydanio (à l'exception qu'ils étaient beaucoup plus grands que les espèces de Brachydanio ) ont été placés dans Danio . (En raison de cela et d'autres égarements, Danio et Brachydanio se sont révélés paraphylétiques par Fang Fang en 2003. ). En 1941, HM Smith a tenté d'unir toutes les espèces Brachydanios et Danios en un seul genre sur la base d'un poisson de Thaïlande qui était censé combler le fossé. Il a rétrogradé Danio et Brachydanio en sous-genres et érigé un nouveau sous-genre d' Allodanio avec une espèce, Allodanio ponticulus, mais Myers a souligné plus tard que A. ponticulus était en fait un membre du genre Barilius .
On pensait que le groupe des Danioninés comprenait Parabarilius, Danio, Brachydanio et Danionella. Dans ce schéma, les Danioninés se distinguaient des autres cyprinidés par le caractère unique partagé de la "encoche de danioniné", une indentation large et de forme particulière dans la marge médiale des mandibules ; cette caractéristique n'est pas notée dans les rasborinés, les ésominés, les bariliinés ou les chélinés. Cependant, toutes ces catégories à l'époque étaient informelles. Microrasbora n'était pas considéré comme faisant partie des danioninés, ni même étroitement apparenté à Danionella, une partie des danioninés telle que comprise à l'époque.
À la fin des années 1980 et 1990, des doutes ont grandi sur la validité de Brachydanio, les espèces étant renvoyées à leur nom d'origine de Danio, et Fang Fang a déterminé que le genre Danio, reconnu jusqu'à ce point, était paraphylétique. Fang a restreint Danio aux espèces du « groupe d'espèces de D. dangila », qui comprenait à l'époque neuf espèces dont D. dangila, D. rerio, D. nigrofasciatus et D. albolineatus ; les autres espèces de Danio ont été déplacées vers Devario, qui comprenait à ce moment D. malabaricus, D. kakhienensis, D. devario, D. chrysotaeniatus, D. maetaengensis, D. interruptus et D. apogon.
Les seules espèces de Danio à avoir été systématiquement appelées Danio étaient D. dangila et D. feegradei. Comme D. dangila a été le premier Danio (ou type) découvert, le nom Danio a dû rester avec D. dangila, c'est pourquoi la grande majorité des espèces ont été déplacées vers Devario.
En outre, le groupe frère de Devario a été considéré comme un clade formé par Inlecypris et Chela, et plus controversé, Esomus s'est avéré être le groupe frère de Danio. Les relations de Sundadanio, Danionella et Microrasbora sont restées non résolues. L'encoche des danioninés s'est avérée ne pas être considérée comme une synapomorphie des danioninés.
Dans un autre article, Celestichthys margaritatus a été décrit comme une nouvelle espèce de Danioninae. Apparemment, il est le plus étroitement lié à Microrasbora erythromicron ; les autres espèces de Microrasbora diffèrent significativement de Celestichthys. Le genre est identifié comme un danioniné en raison des spécialisations de sa mâchoire inférieure et de ses nombreux rayons de la nageoire anale. Bien qu'il manque une encoche de danioninés, Celestichthys présente le «bouton mandibulaire de danioniné», un processus osseux sur le côté de la mandibule derrière l'encoche de danioniné ou là où l'encoche devrait être; c'est peut-être le diagnostic des danioninés. Ce bouton est mieux développé chez les mâles que chez les femelles. Les poissons rasborinés ont presque toujours des nageoires anales avec trois épines et cinq rayons. Celestichthys a trois épines de la nageoire anale et 8 à 10 rayons de la nageoire anale. En outre, les rasborinés ont le nombre généralisé de rayons de la nageoire caudale principale des cyprinidés de 10/9, tandis que tous les cyprinidés asiatiques avec moins de 10/9 rayons principaux de la nageoire caudale sont toutes des espèces minuscules de Danioninae, y compris Celestichthys, M. erythromicron, Danionella et Paedocypris.
En 2007, une analyse des relations phylogénétiques du genre Paedocypris récemment décrit a été publiée, le plaçant comme le taxon frère de Sundadanio. Le clade formé par ces deux genres s'est avéré être la sœur d'un clade comprenant de nombreux genres de danioninés, ainsi que certains genres de rasborinés tels que Rasbora, Trigonostigma et Boraras, rendant le groupe des danioninés paraphylétique sans ces genres de rasborinés sur la base de ces résultats. Cet article considérait que les genres de danioninés appartenaient à un plus grand Rasborinae.
Toujours en 2007, une autre étude a analysé les relations de Danio. Ces auteurs considéraient que les Rasborinae avaient la priorité sur les Danioninae, suggérant qu'elles avaient la même signification. En outre, Danio s'est avéré être le groupe frère d'un clade comprenant Chela, Microrasbora, Devario et Inlecypris, plutôt que dans un clade exclusivement avec Devario ou Esomus comme dans les études précédentes. Cet article a soutenu la relation étroite entre l' érythromicrone "Microrasbora" et l'espèce Danio; cependant, cette étude n'incluait pas Celestichthys, qui a été noté par Roberts comme étant susceptible d'inclure Erythromicron, mais des recherches supplémentaires sont nécessaires,.
Tanichthys est souvent considéré comme un danioniné par les aquariophiles et regroupé en tant que tel dans certaines publications aquatiques plus anciennes, mais aucune base scientifique n'existe pour cela, un fait déclaré à de nombreuses reprises par Brittan et d'autres. Il est plus étroitement lié à l'espèce Rasbora. Les danionines peuvent être classées comme une sous-famille des Danioninae qui gagne de plus en plus en crédibilité en tant que sous-famille distincte des Rasboriniae au sein de la famille des Cyprinidae. Cependant, à Nelson, 2006, Danioninae a été répertorié comme synonyme de Rasborinae. Cependant, les relations entre les "rasborinés" n'ont encore été analysées en profondeur.
Un certain nombre d’espèces n’ont été découvertes que récemment, dans les régions intérieures reculées du Laos et du Myanmar, et n’ont pas encore de noms scientifiques. Ils sont répertoriés comme Danio ou Devario sp "..." dans les pages de genres et d'homonymie pertinentes.

### Liste des genres
Selon World Register of Marine Species (16 août 2024) :
- Amblypharyngodon Bleeker, 1860

- Barilius Hamilton, 1822

- Betadevario Pramod, Fang, Rema Devi, Liao, Indra, Jameela Beevi & Kullander, 2010

- Boraras Kottelat & Vidthayanon, 1993

- Brachydanio Weber & de Beaufort, 1916

- Cabdio Hamilton, 1822

- Celestichthys Roberts, 2007

- Chela Hamilton, 1822

- Chelaethiops Boulenger, 1899

- Danio Hamilton, 1822

- Danionella Roberts, 1986

- Devario Heckel, 1843

- Engraulicypris Günther, 1894

- Esomus Swainson, 1839

- Fangfangia Britz, Kottelat & Tan, 2012

- Horadandia Deraniyagala, 1943

- Inlecypris Howes, 1980

- Laubuka Bleeker, 1859

- Leptocypris Boulenger, 1900

- Luciosoma Bleeker, 1855

- Malayochela Bănărescu, 1968

- Mesobola Howes, 1984

- Microdevario Fang, Norén, Liao, Källersjö & Kullander, 2009

- Microrasbora Annandale, 1918

- Nematabramis Boulenger, 1894

- Neobola Vinciguerra, 1895

- Neochela Silas, 1958

- Opsaridium Peters, 1854

- Opsarius McClelland, 1838

- Pectenocypris Kottelat, 1982

- Raiamas Jordan, 1919

- Rasbora Bleeker, 1859

- Rasboroides Brittan, 1954

- Rastrineobola Fowler, 1936

- Securicula Günther, 1868

- Sundadanio Kottelat & Witte, 1999

- Trigonopoma Liao, Kullander & Fang, 2010

- Trigonostigma Kottelat & Witte, 1999

## En aquarium
Ce sont généralement des nageurs actifs, occupant la moitié supérieure d'un aquarium et mangeant à peu près n'importe quel type de nourriture d'aquarium. Cependant, ils ne mangeront généralement pas de plantes ou d'algues.
Bien que bruyants et susceptibles de poursuivre les autres poissons (de la même espèce ou d'une espèce différente), ce sont de bons poissons communautaires. Ils n'attaquent généralement pas les autres poissons, bien qu'ils pincent parfois les nageoires. Comme la plupart des poissons, ils mangent les œufs des autres poissons et tout autre poisson assez petit pour tenir dans leur bouche.
Ces poissons sont facilement stressés par le courant et la lumière vive. Ils se produisent dans des eaux stagnantes avec un pH compris entre 3 et 5, causé par la tourbe qui s'accumule à partir d'un couvert dense. On ne sait pas comment la tourbe et les tanins interagissent avec le poisson.
Généralement, ces poissons subtropicaux sont maintenus dans une eau de 20 à 22 degrés. Ce sont de bons sauteurs, un couvercle est donc fortement recommandé.

## Noms communs donnés aux espèces de Danioninés
Depuis 2004, de nombreuses nouvelles espèces de danioninés ont été découvertes. Cependant, beaucoup n'ont pas encore de nom scientifique. De plus, de nombreuses autres espèces, auparavant connues uniquement dans le domaine scientifique, sont devenues disponibles dans les magasins aquariophiles. Cela a vraisemblablement conduit à une confusion totale quant à la dénomination de certains poissons, certaines espèces ayant jusqu'à cinq noms vernaculaires différents en usage et certains noms vernaculaires étant utilisés pour désigner jusqu'à quatre espèces différentes.

## Noms scientifiques des espèces de Danioninés
Les espèces individuelles de danioninés sont répertoriées dans les pages pertinentes pour chaque genre, mais de nombreuses espèces de danioninés ont été déplacées dans différents genres au cours des dernières décennies, dans certains cas à plusieurs reprises. De même, certaines espèces ont été synonymisées avec d'autres espèces et, dans certains cas, non anonymisées par la suite, ce qui a causé la confusion.